# Шендрик, Татьяна Георгиевна
Татьяна Георгиевна Шендрик (род. 1951) — украинский учёный-химик, доктор химических наук, профессор.

## Биография
Окончила с отличием в 1973 г. Донецкий государственный университет, химический факультет, специальность «Физическая химия».
Доктор химических наук с 2000 года, профессор — 2004 год.
Работает в Институте физико-органической химии и углехимии (ІнФОВ) им. Л. Н. Литвиненко Национальной Академии Наук Украины, заведующая отделом химии угля, член диссертационного совета при ИнФОВ НАНУ, с 2007 года — член Экспертного Совета по химическим наукам ВАК Украины.
Также профессор кафедры «Полезных ископаемых и экологической геологии» горно-геологического факультета ДонНТУ.
Докторская диссертация: «Структура, физико-химические свойства и перспективы энергохимического использования солёных углей». Выполнено комплексное систематическое исследование химического строения и структурной организации органической массы (ОМ) солёного угля (СВ) — перспективной отечественной энергохимического сырья.
«'Область научных интересов»':
- химия угля и углеродных материалов;
- проблемы получения сорбентов при утилизации углеродосодержащих отходов;
- экологические проблемы индустриальных регионов.

## Основные публикации
Татьяна Георгиевна является автором около 250 публикаций.

### Монографии
- Шендрик Т. Г., Саранчук В. И. Солёные угли. Донецк. : Восточный издательский дом. — 2003. — 296 с.
- Безак-Мазур Е., Шендрик Т. Г. Трансграничные проблемы токсикологии окружающей среды. Изд-во ГП "ИАЦ «Донбассинформ».- 2008.- 300 сек.

### Методические пособия по дисциплинам
- Шендрик Т. Г., Свистунов В. Н. Методические указания к практическим занятиям по БЖД. Психофизиологические свойства человека. Ч. 1. Препринт Донецкого института железнодорожного транспорта, Донецк, 2002, 50с.
- Шендрик Т. Г., Свистунов В. М. Потапенко С В. Методические указания к практическим занятиям по БЖД. Влияние окружающей среды на человека. Ч. 2. Препринт Донецкого института железнодорожного транспорта, Донецк, 2002, 32 с.

### Отдельные статьи
- Компанец В. А., Шендрик Т. Г., Лавренкова Н. Ингибированное гидрохиноном окисление каменного угля // Докл. АН УССР.- 1978.- № 1.- с.56-68.
- Шендрик Т. Г Физико-химические исследования и пути комплексного использования минеральной части ТГИ // Горючие сланцы. — 1984. — № 4. с.426-429.
- Саранчук В. А., Шендрик Т. Г. Научный поиск направлений комплексного использования минеральной части твёрдых ископаемых.// Вестник АН УССР.- 1985.- № 5.- с.66-67.
- Осипов А. М., Шендрик Т. Г. Производство синтетического жидкого топлива из углей. // Экотехнологии и ресурсосбережение. — 1995, — № 1, сек.3-11.
- Shendrik T. G., Simonova V. V., Afanasenko L. Ya. Chlorine behavior at salty coals thermal treatment. //Proc. 8th Int. Conf. «Coal Science», Oviedo, Spain, 1995, Sept., v. 1, p. 823—827.
- Saranchuk W. I, Shendrik T. G, Simonova W. W., Komraus J. L., Popiel E. S. Iron Compounds in the Ukrainian Saline Coals and Their Transformation During Hydrogenation. //Erdol und Kohle.- 1994. — 47.- p. 385—388.
- Shendrik T. G. Salty coals as natural insertion compounds.// Proceed. Int. Conf. «Carbon-98».-1998.-July. — Strasbourg.- France. V. 1. — P. 58-59.
- Tamarkina Y. V., Shendrik T. G., Krzton A., Kucherenko V. A., Reactivity and structural modification of coals in HNO3 — Ac2O system // Fuel Processing Technology, 77-78 (2002), p. 9-15.
- Тамаркин Ю. В., Кучеренко В. А., Шендрик Т. Г. Развитие удельной поверхности природного угля при термолизе в присутствии КОН // ЖПХ, 2004.- т. 77, вып. 9, c. 1452—1455
- Тамаркин Ю. В., Шендрик Т. Г., Кучеренко В. А. Окислительная модификация ископаемых углей как первая стадия получения углеродных адсорбентов // ХТТ, 2004.- № 5, с. 38-50

## Общественная жизнь
Победитель областного конкурса «Женщина Донбасса — 2006» в номинации «Женщина-учёный — 2006».